# El trabajo es la suerte
El trabajo es la suerte es el decimotercer álbum de estudio de la banda sinaloense mexicana MS de Sergio Lizárraga, lanzado el 14 de agosto de 2020 bajo el sello independiente Lizos Music.

## Lista de canciones
Créditos adaptados de Apple Music.

| N.º   | Título                      | Escritor(es)              | Duración |  |
| 1.    | «El trabajo es la suerte»   | Johnny Zazueta            | 3:05     |  |
| 2.    | «Cerrando ciclos»           | Edén Muñoz Cantú          | 3:15     |  |
| 3.    | «No me interesa»            | Javier Rochín             | 2:46     |  |
| 4.    | «Romper el hielo»           | Edgar Quiñonez            | 3:26     |  |
| 5.    | «Me cansé»                  | Omar Robles               | 3:43     |  |
| 6.    | «Esto se va a descontrolar» | Sergio Lizárraga          | 3:07     |  |
| 7.    | «Altamente probable»        | Omar Tarazón · Edén Muñoz | 3:00     |  |
| 8.    | «Lo haces difícil»          | Espinoza Paz              | 2:58     |  |
| 9.    | «La casita»                 | Josué Ortiz               | 3:37     |  |
| 10.   | «Gracias por eso»           | Edén Muñoz                | 3:41     |  |
| 11.   | «Dime»                      | Edgar Quiñonez            | 2:38     |  |
| 12.   | «Redes sociales»            | Omar Tarazón              | 2:30     |  |
| 13.   | «Tu carta de retiro»        | Omar Tarazón              | 4:13     |  |
| 14.   | «Lo mejor que me pasó»      | Omar Robles               | 3:52     |  |
| 15.   | «¿Dónde están?»             | Omar Tarazón              | 2:47     |  |
| 16.   | «Tratando de sobrevivir»    | Edén Muñoz                | 4:29     |  |
| 17.   | «Antecedentes»              | Omar Tarazón              | 3:34     |  |
| 18.   | «¿Quién pierde más?»        | Joss Favela               | 3:19     |  |
| 60:00 |                             |                           |          |  |